# Vibeke Tøjner
 (novembre 2017).
Si vous disposez d'ouvrages ou d'articles de référence ou si vous connaissez des sites web de qualité traitant du thème abordé ici, merci de compléter l'article en donnant les références utiles à sa vérifiabilité et en les liant à la section « Notes et références ».
Vibeke Tøjner (née à Aalborg, Danemark, le 12 mars 1961) est une artiste peintre danoise.

## Biographie
Elle est bachelière en 1979 du Skanderborg Gymnasium (da), puis diplômée de maîtrise ès Lettres françaises et Histoire de l’Art (1980-1987) de l’Université d'Aarhus et de l'Université de Copenhague. Boursière de l’État français à Paris 1984-85. Elle débuta comme peintre dans la Galerie Basilisk de l’École des Écrivains en 1987. « Vibeke Tøjner travaille dans une peinture coloriste ancrée dans l’expressionnisme nordique et dans l’art informel français, entre autres Jean Fautrier. Ses motifs sont des abstractions sur des séries d'impressions de la nature. ».
Elle est représentée au Musée d’art contemporain Aalborg, KUNSTEN (da), au Musée d’art de Kunstmuseet Tønder (da), au Musée national d'histoire du château de Frederiksborg, au Musée d’art Kastrupgårdsamlingen (da), à la Collection royale d’estampes, Den Kongelige Kobberstiksamling (da), au Musée national d’art à Copenhague, au Statens Museum for Kunst.
Vibeke Tøjner a aussi exécuté des peintures pour l'espace public, la dernière étant une peinture sur verre de 32 mètres de longueur intitulée Ved søen/Au lac pour la nouvelle mairie de Skanderborg (Skanderborg Fælled), inaugurée en octobre 2016.
Vibeke Tøjner est la sœur de Poul Erik Tøjner (en).